# Qualificazioni al Campionato CONCACAF 1963
Sono elencate di seguito le date e i risultati per le qualificazioni al Campionato CONCACAF 1963.

## Formula
10 membri CONCACAF: 9 posti disponibili per la fase finale. Costa Rica, El Salvador, Giamaica, Guatemala, Honduras, Messico, Nicaragua e Panama sono qualificati direttamente. Rimangono 2 squadre per 1 posto disponibili per la fase finale. Le qualificazioni si compongono di un unico playoff: 
- Playoff: 2 squadre, giocano partite di andata e ritorno. La vincente si qualifica alla fase finale.

## Playoff
| Kingston 25 febbraio 1963 | Haiti | 1 – 3 | Antille Olandesi |  |

| Kingston 23 marzo 1963 | Antille Olandesi | 1 – 0 | Haiti |  |

Antille Olandesi si qualifica alla fase finale.